# Muzeum perleťářství a tradičního bydlení
Muzeum perleťářství a tradičního bydlení se nachází v obci Senetářov na okrese Blansko. Jedná se o tradiční hliněný dům č.p. 32 s doškovou střechou, který je ukázkou lidové architektury na Drahanské vrchovině v 19. století.
V muzeu je expozice tradičního bydlení a perleťářství, jehož výroba byla v tomto chudém kraji velmi rozšířena. Tradice výroby knoflíků v Senetářově prakticky přetrvávala až do 80. let 20. století. Prostory domu jsou ponechány v původní podobě, aby návštěvníci měli možnost poznat život našich předků.
V roce 2011 byla ukončena rozsáhlá rekonstrukce muzea, které bylo modernizováno a je postupně doplňováno o exponáty zemědělských strojů, zařízení i předmětů denní potřeby venkovského člověka, které byly užívány v minulosti.